# Huxleya
Huxleya o Volkameria según otras taxonomías, es un género de plantas con flores perteneciente a la familia de las verbenáceas. Incluye una sola especie: Huxleya inifolia Ewart & B.Rees (1912).
Es nativo de la Australia.